# 三宅康徳
三宅 康徳（みやけ やすのり）は、江戸時代中期の大名。三河国田原藩3代藩主。田原藩三宅家6代。官位は従五位下・能登守、備後守。

## 生涯
天和3年（1683年）10月24日、2代藩主・三宅康雄の次男として誕生した。長兄の襖右衛門が早世したため、世子に指名された。元禄10年（1697年）12月18日、従五位下・能登守に叙位・任官する。元禄12年（1699年）に元服する。享保11年（1726年）、父の死去により家督を継いだ。
目安箱を設置するなどしたが、江戸城門番などの公役を始め、娘の結婚費用、享保17年（1732年）の暴風雨などによる被害で藩財政が次第に苦しくなった。このため寛保元年（1741年）11月に倹約令を出し、寛保2年（1742年）に上米を行うなどしている。
延享2年（1745年）8月8日、長男の康高に家督を譲って隠居する。宝暦3年（1753年）12月1日、田原で死去した（江戸幕府の死亡届では12月3日である）。享年71。

## 系譜
父母
- 三宅康雄（父）
- 梅休院 ー 松平近陳の娘（母）

正室
- 清澄院 ー 加藤明英の次女

側室
- 華香院 ー 野村氏

子女
- 於彦
- 三宅康高（次男）生母は華香院（側室）
- 松平貞高
- 三宅徳三郎
- 於岩
- 三宅千吉
- 於甚
- 三宅徳久（八男）
- 於捨 ー 堀直寛正室
- 於重
- 三宅直蔵
- 於民 ー 中島主水室